# Beatrice Wood
Beatrice Wood (San Francisco, 3 marzo 1893 – Ojai, 12 marzo 1998) è stata un'artista, ceramista e attrice statunitense.

## Biografia
Nata in una facoltosa famiglia di San Francisco nel 1893, visse gran parte della sua vita a Parigi, dove giunse per la prima volta per trascorrervi un anno in convento, come era consuetudine per le giovani dell'epoca prima del debutto in società.
Quando però, nel 1912, tutti i preparativi erano giunti al termine, la diciannovenne Beatrice annunciò ai genitori di non voler svolgere la festa del debutto, poiché era sua intenzione diventare un'artista.
Con lo scopo di impartire un'adeguata istruzione alla figlia a tale scopo, la madre decise di inviare nuovamente Beatrice a Parigi, affiancata da un'accompagnatrice; nella capitale francese Beatrice frequentò l'Accademia Julian, dalla quale si allontanò, giudicandola noiosamente accademica.
In seguito si recò a Giverny, il paese del pittore impressionista Claude Monet, che per tale motivo attirava numerosi artisti. A Giverny, in seguito ad una lite con la sua accompagnatrice, diede sfogo alla sua creatività dipingendo i muri di un attico; raggiunta dalla madre, fu costretta a tornare a Parigi.
Qui, nuovamente incoraggiata dalla madre, decise di rivolgere la sua attenzione al teatro, prendendo lezioni dai membri della Comédie-Française e recitando al fianco dei più grandi artisti dell'epoca, nelle manifestazioni più prestigiose.
Con lo scoppio del primo conflitto mondiale, Beatrice tornò a New York, dove, nonostante il dissenso dei genitori, proseguì la sua carriera teatrale con il nome di "Mademoiselle Patricia".
Attraverso la mediazione di un amico, un compositore francese, conobbe Marcel Duchamp, che la spinse nuovamente a coltivare le sue doti artistiche e la introdusse nel mondo dadaista della metropoli; Duchamp, inoltre, le presentò lo scrittore e collezionista d'arte Henri-Pierre Roché, che, di lì a poco, sarebbe diventato il suo compagno.
Nel 1917 Beatrice espose le sue creazioni presso la mostra "Independents", suscitando scandalo per la modernità delle composizioni.
L'anno successivo l'artista si recò a Montréal, prendendo parte a nuovi spettacoli teatrali; costretta dalla madre per salvare la famiglia dal disonore che l'avrebbe colpita, Beatrice sposò il direttore del teatro presso cui lavorava, con il quale divideva una casa.
Tornata nuovamente a New York, finito il matrimonio, la Wood venne introdotta nella Società Teosofica dal suo nuovo compagno Reginald Pole; nel 1933, dopo aver seguito un corso per la realizzazione di oggetti in ceramica presso la Hollywood High School, l'artista realizzò la sua prima opera in ceramica, nel tentativo di creare una teiera che ben si adattasse ad un servizio di porcellana che aveva acquistato durante un viaggio in occasione delle conferenze tenute dalla Società Teosofica.
Qualche anno più tardi, Beatrice prese in affitto un negozio presso Crossroads of the World, dove diede avvio alla vendita dei suoi manufatti. In seguito prese lezioni da Glen Lukens e da Gertrud ed Otto Natzler, presso i quali apprese le basi della chimica, applicata alla realizzazione delle ceramiche e dal cui stile fu notevolmente influenzata.
A partire dal 1947, le opere dell'artista furono esposte al Los Angeles County Museum of Art e al Metropolitan Museum of Art di New York, e numerose richieste giunsero anche dai maggiori rivenditori della provincia come Neiman Marcus, Gumps e Marshall Fields.
Stabilitasi nella città di Ojai, divenne insegnante di Ceramiche presso la Happy Valley School (oggi Besant Hill School) e nel 1974 fu invitata a spostare la propria residenza presso la Happy Valley Foundation, dove visse fino alla morte.
Nel 1961 fu allestita un'esposizione delle sue ceramiche in Giappone, dove lo stile dell'artista si presentava antitetico rispetto al tradizionale approccio nipponico, soprattutto dal punto di vista coloristico; nello stesso anno ricevette un invito dal Dipartimento di Stato a recarsi in India per un viaggio di circa 40 giorni, durante il quale l'artista fu colpita dai colori e dalla vita svolta in quei luoghi, a tal punto da tornare nella penisola l'anno successivo.
Superata la soglia degli 80 anni, Beatrice cominciò a dedicarsi alla scrittura, pubblicando una serie di libri (il primo dei quali fu The Angel Who Wore Black Tights), talvolta utilizzando lo pseudonimo di Countess Lola Screwvinsky. Morì a Ojai il 12 marzo 1998, nove giorni dopo il suo centocinquesimo compleanno.
È opinione diffusa che il regista canadese James Cameron si sia ispirato alla figura di Beatrice Wood per il personaggio della protagonista femminile Rose DeWitt Bukater (interpretata da Kate Winslet) del suo famoso film Titanic del 1997. Il personaggio di Rose, infatti, presenta molte similitudini con la Wood: viaggia tra Europa ed America in giovane età (anche se la Wood, nella realtà, non fu a bordo dello sfortunato RMS Titanic), ha un rapporto negativo con la madre (nella realtà il rapporto della Wood con la famiglia fu piuttosto altalenante), viene costretta proprio dalla madre ad un matrimonio combinato (con l'odioso miliardario Cal Hockley, interpretato da Billy Zane) per motivi economici e riesce ad evitarlo, tenta in tutti i modi ed ottiene di allontanarsi dalla sua famiglia e dalla classe sociale elevata da cui proviene (non sopportandone i modi di fare) desiderando diventare un'artista e un'attrice (e la Wood, nella realtà, comunicò ciò alla famiglia nel 1912, l'anno dell'affondamento del Titanic), è appassionata di Monet (nel film si vede il dipinto Le ninfee), una volta sopravvissuta al naufragio raggiunge e supera i cento anni di età e, quando viene introdotta da anziana, la si vede realizzare oggetti in ceramica, esattamente come la sua controparte reale.